# Bellon, Charente

Bellon este o comună în departamentul Charente, Franța. În 1 ianuarie 2022 avea o populație de 136 de locuitori.

## Geografie

### Locația și accesul
Bellon este un mic oraș în sudul Charente și localitatea Aubeterre-sur-Dronne.
Este la 5 km nord-vest de Aubeterre, la 7 km nord-est de Chalais, la 4 km sud-est de Montboyer, la 11 km sud de Montmoreau și la 39 km de Angoulême.
D.674, drumul de la Angouleme la Libourne trece la vest de oraș, Montboyer.
Linia Paris - Bordeaux trece în partea de nord-vest a comunei. Cea mai apropiată stație este Chalais, servită de TER către Angouleme și Bordeaux.

### Hamletele și localitățile
Satul nu este mai mare decât un cătun. Cea din Font este la vest de oraș. Orașul include și alte căsuțe și ferme, cum ar fi Merveillaud, Soulard, Pasquet, Bois Jarzeau, Bois Moreau, Maine Roy, Beauries, Chasserat, Couret, Masson, Landes, Viauds, Hervoits etc.

### Geologie și relief
Orașul se află pe pantele calcaroase de tip campanian, care ocupă o mare parte a Charente-ului de Sud. Valea Tude la vest este ocupată de aluviul recent cuaternar.
Cel mai înalt punct al orașului este la o altitudine de 123 m, situat la sud de oraș în Grand Maine. Cel mai mic punct este de 53 m, situat de-a lungul Tude, în limita nord-vestică. Satul construit pe un deal este la 115 m deasupra nivelului mării.

### Hidrografie
Întreaga comună se află în bazinul Dordogne. La Tude afluent al Dronnei se limitează comuna la nord-vest.
Micii afluenți se alătură Tudei în vest ca un pârâu nesupravegheat care trece în centrul comunei de la nord de sat sau în cursul râului Levraud care limitează comuna la nord. Orașul are și câteva mici rezervoare de apă pentru uz agricol.

### Clima
La fel ca în trei sferturi la sud și la vest de departament, clima este oceanică.

## Toponimie
Formele vechi sunt Belunto în 1090, Belont în 1329.
Potrivit lui Dauzat, numele ar putea veni de la Gaulish bel-, clar și suffix -on-, -un-, dar ar putea fi o latinizare. Potrivit lui Dottin, numele provine de la Belodunum, "oraș puternic".

## Istoric
În comună nu este menționat nici un sit arheologic.